# Alekovo, Veliko Tărnovo
Alekovo (în bulgară Алеково) este un sat în comuna Sviștov, regiunea Veliko Tărnovo,  Bulgaria. 

## Demografie
Componența etnică a satului Alekovo
     Bulgari (75,84%)
     Romi (12,16%)
     Turci (7,52%)
     Nicio identificare (4,48%)
La recensământul din 2011, populația satului Alekovo era de 625 locuitori. Din punct de vedere etnic, majoritatea locuitorilor (75,84%) erau bulgari, existând și minorități de romi (12,16%) și turci (7,52%). Pentru 4,48% din locuitori nu este cunoscută apartenența etnică.